# پیر تیلار دو شاردن
 پیر تیلار دو شاردن  (انگلیسی: Pierre Teilhard de Chardin ؛ زادهٔ ۱ مهٔ ۱۸۸۱ - درگذشتهٔ ۱۰ آوریل ۱۹۵۵)، یک دانشمند در زمینه دیرینه‌شناسی، فلسفه (ایدئالیسم فرانسوی)، الهیات، کیهان‌شناسی، و فرگشت و کشیش یسوعی اهل فرانسه بود. او در کشف انسان پکن همکاری داشت و به خاطر مطرح‌کردن نظریهٔ نقطهٔ امگا (سطح نهاییِ پیچیدگی و هوشمندی که تیلهارد معتقد بود تمام جهان به سمت آن در حرکت است) و نیز گسترش نظریهٔ نووسفیر (مطرح‌شده بدست ولادیمیر ورنادسکی) شناخته‌شده است.
بیشتر کتاب‌های او در طول زندگی‌اش به خاطر دیدگاهش دربارهٔ گناه نخستین، از سوی کلیسای کاتولیک در فهرست ممنوعه قرار داشت. با این حال پاپ بندیکت شانزدهم او را ستوده و پاپ فرانسیس نیز در سخنرانی عمومی‌اش از کارهای او دربارهٔ الهیات سخن گفته‌است.

## زندگی

### دورهٔ جوانی و آموزش‌ها
ماری ژوزف-پیر تیلارد دو شاردن از یک خانواده قاضی بسیار قدیمی اوورنی از مورات 5 است و شاخه های آن تحت سلطنت لوئی پانزدهم جلال آراسته شد.
وی در اول ماه مه 1881 در Château de Sarcenat (de) ، در Orcines (Puy-de-Dome) ، چهارمین فرزند از یازده فرزند امانوئل تیلهارد (1932-1844) ، Chartist6 و Berthe Adèle de Dompierre d 'به دنیا آمد. هورنوی (1853-1936) ، پسر عموی چارلز و الكساندر دو دپیره د هورنوی ، نوه چارلز فرانسوا ویكتور دو دامپیره د هورنوی و خواهرزاده بزرگ ولتر 7.
وی از سال 1892 تا 1897 در کالج یزوئیت در Notre-Dame de Mongré در Villefranche-sur-Saone تحصیل کرد. در سال 1899 ، وی وارد یوزوئیت جدید در ایکس آن پروونس شد. در اکتبر 1900 ، او دوران دبیرستان خود را در کلیسای کالج سان-میشل در لاوال آغاز کرد. در 25 مارس 1901 ، او اولین نذرهای مذهبی خود را انجام داد. او در سال 1902 ، وی مدرک خود را در نامه ها در دانشگاه کان دریافت کرد. از سال 1902 ، انعطاف پذیری و قوانین استثنایی ، یسوعیان را وادار به ترک فرانسه می کند ، و او در جزیره جرسی انگلیس-نورمن است که تحصیلات خود را در فلسفه از سر می گیرد تا سال 1905. با استعداد علوم ، استاد فیزیک در کالج یسوئیت شد از خانواده مقدس در قاهره از 1905 تا 1908. برای چهار سال بعدی ، وی در رشته الهیات در الهیات Ore Place در هاستینگز در استان ساسکس شرقی انگلیس تحصیل کرد.
در پایان این آموزش جامع الهیاتی بود که در 24 آگوست1919  30 سالگی کشیش شد.

### شروع فعالیت های علمی
از سال 1904 ، او با پدر Félix Pelletier سفرهای علمی را آغاز کرد ، که منجر به یادداشتی شد که آنها در مورد کانی شناسی و زمین شناسی جزیره جرسی با هم امضا کردند. در سال 1907 ، وی در فیوم ، صحرای ماریوت ، منیه ، موکتام (کاوش) کاوش کرد. در سال 1908 ، او تحقیقی درباره ائوسن در اطراف منیه نوشت که در سال 1909 در بولتن موسسه مصر منتشر شد 9.
در سال 1912 ، وی انگلیس را ترک کرد و بلافاصله از مارسلین بول ، دیرین شناس و مدیر آزمایشگاه دیرینه شناسی موزه ملی تاریخ طبیعی پاریس ، که اولین اسکلت نئاندرتال کشف شده در فرانسه را مطالعه کرده بود ، بازدید کرد. (1908) او ده سال بعد ، پس از پایان نامه ای تحت نظارت مارسلین بول و اختصاص به شکارچیان سوم ، که در سال 1922 در سوربن دفاع شد ، به یک دیرینه شناس مشهور بین المللی تبدیل می شود.
در آغاز کار خود ، در دهه 1910 ، تیلهارد دو شاردن به خود اجازه داد فریب یک فریب را بخورد: مرد پیلتداون ، یک حلقه گمشده انسان و میمون ، یک انسان بشر که گفته می شود در انگلیس پیدا شده است. یک مطالعه در سال 1959 نشان داد که این یک امر ساختگی است ، اما حتی امروز ما نمی دانیم نویسنده دقیق چه کسی است. تیلهارد دو شاردن یکی از کسانی بود که به جعل بقایای انسان یا داشتن هر نوع مشارکت در این حقه مظنون بود ، در حالی که چارلز داوسون در مقاله ای که با اسمیت ووردورد امضا کرده بود ، صریح و مشخص بود که با کشف 10 غریبه است. در هر صورت ، در سال 1920 ، همسو با استادش مارسلین بول ، كه حتی در ژوئیه 1912 حتی قبل از انتشار ، از این كشف مطلع شده بود و توانست در آن فك پایین میمون و نوروكرانیم مرد را تشخیص دهد ، توصیه كرد كه هر گونه اعتبار به مرد از Piltdown 11،12،13.

### تجربه جنگ جهانی اول
صفحه توضیح در Teilhard در Paissy.
بین سالهای 1915 و 1918 ، وی به عنوان یک سرباز حامل برانکارد (از حضور روحانی نظامی خودداری کرد) در جبهه در هنگ هشتم راهپیمایی تیراندازان مراکشی بسیج شد.
دو برادرش در این جنگ می میرند. در مورد او ، شجاعت او مدال نظامی و لژیون افتخار را برای او به ارمغان آورد. این تجربه جنگ ، واقعیت ، به او این امکان را می دهد تا طرحی از اندیشه خود را از طریق دفتر خاطرات و نامه نگاری با پسر عمویش مارگریت تیلهارد-شامبون (یکی از اولین پیمانکاران فلسفه در فرانسه) ترسیم کند که در ژنوس چاپ خواهد شد. 14.
از این قسمت یک کریوت (یک غار) در پیسی ، به یاد توده هایی که تیلهارد دو شاردن در آنجا بین آوریل و ژوئن 1917 جشن گرفت ، باقی مانده است.

### دکترای علوم
در سال 1916 ، او اولین مقاله خود را با نام La Vie Cosmique نوشت ، سپس در 1919 ، قدرت معنوی ماده ، دو متنی که کارهای بعدی او را اعلام کرد. وی از سال 1922 تا 1926 موفق به اخذ سه مجوز در علوم طبیعی در سوربن شد: زمین شناسی ، گیاه شناسی و جانورشناسی ، سپس از تز دکترای خود در مورد "پستانداران ائوسن فرانسه پایین و کانسارهای آنها دفاع کرد.